# Sasha Roiz
Sasha Roiz (Giaffa, 21 ottobre 1973) è un attore canadese.
È conosciuto principalmente per aver recitato nel ruolo di Sam Adama nella serie televisiva Caprica, per aver interpretato il personaggio ricorrente di Marcus Diamond in Warehouse 13 e per vestire i panni del capitano Sean Renard in Grimm.

## Biografia
Sasha Roiz è nato a Giaffa in Israele da genitori russi di religione ebraica. Nel 1980 la sua famiglia si trasferì a Montréal, in Canada, dove passò tutta la sua infanzia. Studiò per qualche tempo storia, prima di iscriversi ad una scuola di teatro di Montreal. Successivamente si diplomò alla Guildford School of Acting di Guildford in Inghilterra. Il 18 agosto 2016 ha ricevuto la cittadinanza statunitense.

## Carriera
La sua carriera inizia nel 2001, anno in cui recita in un episodio della serie televisiva Largo Winch. Il passo importante per la sua carriera avvenne però due anni dopo: nel 2003 recita in sei episodi di Playmakers nel ruolo ricorrente di Stephen Lyles.
Nel 2004 ha partecipato al suo primo film cinematografico, The Day After Tomorrow - L'alba del giorno dopo, in cui recita accanto a Jake Gyllenhaal e Dennis Quaid. L'anno seguente partecipa ai film Assault on Precinct 13 e La terra dei morti viventi ed entra a far parte del cast della serie televisiva Show Me Yours nel ruolo Chazz Banks.
Nel 2006 ha partecipato al film per la televisione 11 settembre - Tragedia annunciata e recita nel film L'uomo dell'anno con Robin Williams e Christopher Walken. Nell'anno successivo interpreta il protagonista della serie televisiva canadese Across the River to Motor City, di cui però andarono in onda solo sei episodi.
Dopo aver partecipato come guest star in serie televisive come NCIS - Unità anticrimine, CSI: Miami, Terminator: The Sarah Connor Chronicles, Lie to Me e The Mentalist, nel 2009 ottiene il ruolo per cui è maggiormente conosciuto dal grande pubblico, ossia quello di Sam Adama nella serie televisiva Caprica, spin-off di Battlestar Galactica. La serie durò solamente per una stagione e l'attore partecipò a diciassette dei diciotto episodi prodotti.
Nel 2011 è entrato a far parte del cast principale della serie televisiva Grimm, nel ruolo del capitano Renard. La serie ha debuttato su NBC il 21 ottobre 2011. Il 10 marzo dell'anno seguente, con l'uscita del film di fantascienza e drammatico Extracted, del regista Nir Paniry, recita nella parte del protagonista, lo scienziato Tom.
Nel 2014 ha recitato al fianco di Kiefer Sutherland interpretando l'ufficiale romano Marco Proculo nel film catastrofico Pompei, diretto da Paul W. S. Anderson.

## Filmografia

### Attore

#### Cinema
- The Day After Tomorrow - L'alba del giorno dopo (The Day After Tomorrow), regia di Roland Emmerich (2004)
- Assault on Precinct 13, regia di Jean-François Richet (2005)
- La terra dei morti viventi (Land of the Dead), regia di George A. Romero (2005)
- Solo 2 ore (16 Blocks), regia di Richard Donner (2006)
- L'uomo dell'anno (Man of the Year), regia di Barry Levinson (2006)
- Crazy/Sexy/Awkward, regia di Jerome Sable – cortometraggio (2010)
- Unthinkable, regia di Gregor Jordan (2010)
- Extracted, regia di Nir Paniry (2012)
- Pompei (Pompeii), regia di Paul W. S. Anderson (2014)

#### Televisione
- Largo Winch – serie TV, episodio 1x13 (2001)
- Playmakers – serie TV, 6 episodi (2003)
- Mutant X – serie TV, episodio 3x08 (2003)
- Dead Lawyers, regia di Paris Barclay – film TV (2004)
- Missing – serie TV, episodio 2x06 (2004)
- Kevin Hill – serie TV, episodio 1x05 (2004)
- Tilt – serie TV, episodi 1x06-1x08 (2005)
- Show Me Yours – serie TV, 8 episodi (2005)
- Beautiful People – serie TV, 4 episodi (2005)
- The Power Strikers – serie TV, episodi sconosciuti (2005)
- Mayday, regia di T.J. Scott – film TV (2005)
- G-Spot – serie TV, episodi 2x05-2x06 (2006)
- The Jane Show – serie TV, episodi 1x08-1x09 (2006)
- 11 settembre - Tragedia annunciata (The Path to 9/11), regia di David L. Cunningham – miniserie TV (2006)
- Jeff Ltd. – serie TV, 4 episodi (2006-2007)
- NCIS - Unità anticrimine (NCIS: Naval Criminal Investigative Service) – serie TV, episodio 4x19 (2007)
- CSI: Miami – serie TV, episodio 6x11 (2007)
- Across the River to Motor City – serie TV, 6 episodi (2007)
- Victor, regia di Jerry Ciccoritti – film TV (2008)
- Terminator: The Sarah Connor Chronicles – serie TV, episodio 1x02 (2008)
- Burn Up – miniserie TV, puntata 01 (2008)
- Lie to Me – serie TV, episodio 1x03 (2009)
- The Mentalist – serie TV, episodio 1x14 (2009)
- Caprica – serie TV, 17 episodi (2009-2010) – Sam Adama
- In Plain Sight - Protezione testimoni (In Plain Sight) – serie TV, episodio 3x07 (2010)
- CSI - Scena del crimine (CSI: Crime Scene Investigation) – serie TV, episodio 11x02 (2010)
- Dr. House - Medical Division (House M.D.) – serie TV, episodio 7x10 (2011)
- C'è sempre il sole a Philadelphia – serie TV, episodi 7x12-7x13 (2011)
- Castle – serie TV, episodio 3x23 (2011)
- Warehouse 13 – serie TV, 8 episodi (2011-2013)
- Grimm – serie TV, 123 episodi (2011-2017)
- Salvation - serie TV, 9 episodi (2017-2018)
- Taken - serie TV, episodio 2x10 (2018)
- Suits - serie TV, 6 episodi (2019)
- Lucifer – serie TV, episodio 4x01 (2019)
- Departure - serie TV, 6 episodi (2020)
- The Order – serie TV, episodio 2x04 (2020)
- 911 – serie TV, episodio 1x05 (2021)
- FBI: International - serie TV, episodio 1x11 (2021)
- The Endgame - La regina delle rapine (The Endgame) – serie TV, episodi 1x08-1x09-1x10 (2022)
- Chicago Med - serie TV, 12 episodi (2022-2023)

### Doppiatore
- Delta State – serie d'animazione, episodi sconosciuti (2004)
- Il Padrino II (The Godfather II) – videogioco (2009)
- Wolfenstein – videogioco (2009)

## Doppiatori italiani
Nelle versioni in italiano delle opere in cui ha recitato, Sasha Roiz è stato doppiato da:
- Francesco Prando in CSI - Scena del crimine, Dr. House - Medical Division, Departure
- Riccardo Niseem Onorato in The Day After Tomorrow - L'alba del giorno dopo, Grimm
- Mirko Mazzanti in NCIS - Unità anticrimine
- Angelo Maggi in CSI: Miami
- Roberto Certomà in The Mentalist
- Roberto Draghetti in Lie To Me
- Fabrizio Pucci in Caprica
- Franco Mannella in Castle
- Gabriele Marchingiglio in Suits
- Guido Di Naccio in Lucifer
- Stefano Macchi in 9-1-1 (s.3)
- Andrea Lavagnino in 9-1-1 (s.4-5)
- Francesco Sechi in FBI: International
- Francesco Bulckaen in Chicago Med

Da doppiatore è stato sostituito da:
- Alessandro Zurla in Wolfenstein